# تجمع العرشة (الشحر)

تعديل مصدري - تعديل

تجمع العرشة هو "تجمع بدوي" في عزلة الشحر بمديرية الشحر التابعة لمحافظة حضرموت، بلغ تعداد سكانها 66 نسمة حسب تعداد اليمن لعام 2004.